# Bochow (Groß Kreutz (Havel))

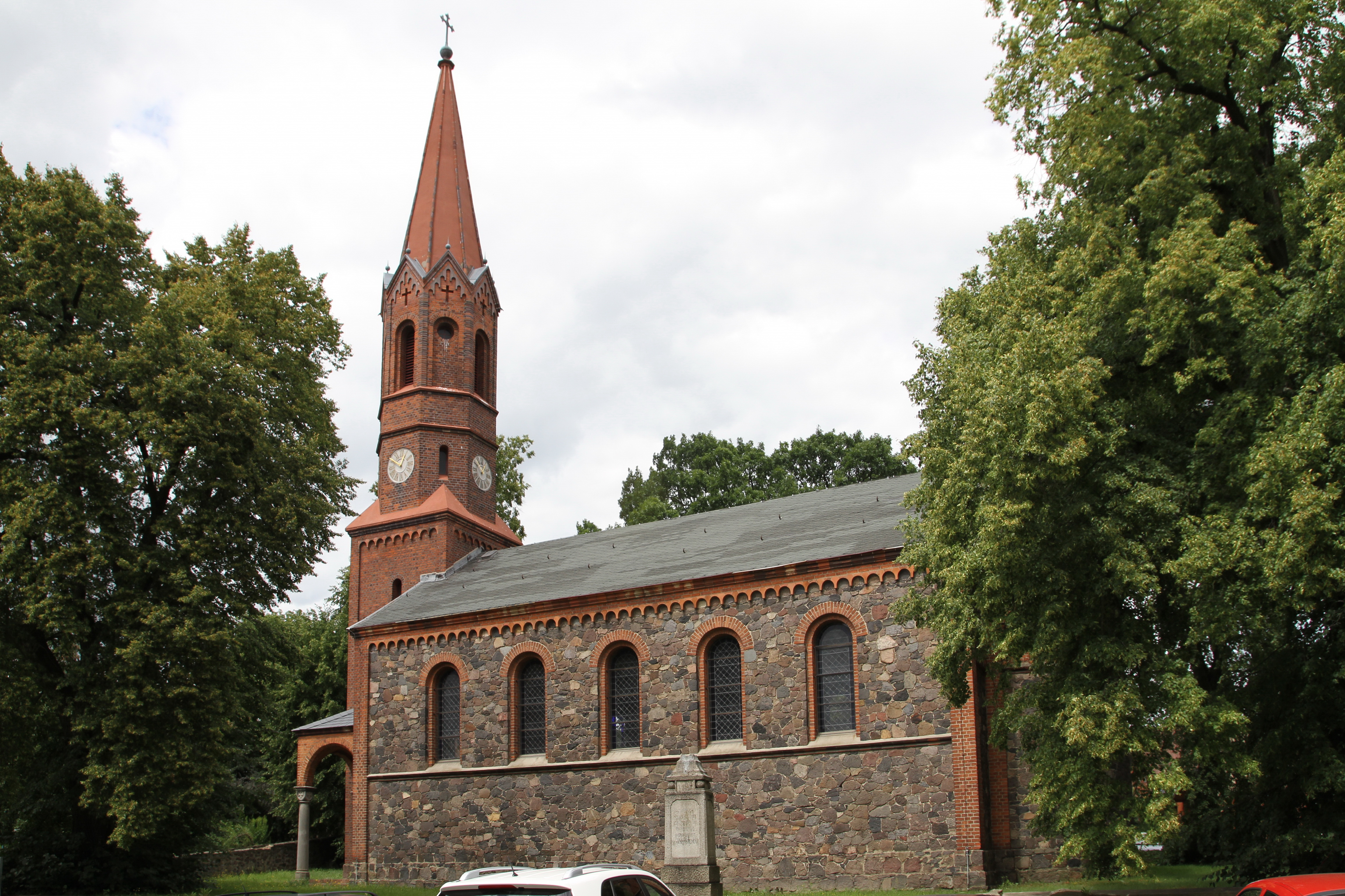
Die Dorfkirche Bochow

Bochow ist ein Ortsteil der Gemeinde Groß Kreutz (Havel) im Landkreis Potsdam-Mittelmark in Brandenburg. Bis zur Eingemeindung nach Groß Kreutz 2003 war Bochow eine selbständige Gemeinde.

## Geographische Lage
Bochow liegt ca. 2,5 km südlich von Groß Kreutz. Es grenzt im Norden an Groß Kreutz und Krielow. Der Ort ist über die A 10, Abfahrt Groß Kreutz (via Groß Kreutz) zu erreichen. Die K6951 von Groß Kreutz führt durch den Ort hindurch nach Plötzin.

## Geschichte
Der Name leitet sich nach Reinhard E. Fischer von einer polabischen Grundform *Bochov- zu einem Kosenamen *Boch- ab, der aus Vornamen wie Boguslaw oder Boleslaw entstanden ist. Nach der Siedlungsform ist der Ort als Angerdorf zu charakterisieren mit Dorfteich und Kirche auf dem Anger.
1275 verkauften die brandenburgischen Markgrafen Otto IV. (der mit dem Pfeil) und Albert die Dörfer Klein Kreutz (Slauicam crucewitz), Bochow (Buchowe) und Oberzlaw mit allem Zubehör und Rechten um 350 Mark an das Kloster Lehnin.

„Bochow sunt 55 mansi, quorum plebanus habet 2. Ad pactum quilibet 5 modios siliginis, 3 ordei, 3 avene; ad censum 1 solidum; ad precariam 38 denarios, quelibet domus 1 pullum. Cossati 9, quilibet 6 denarios et 1 pullum.“

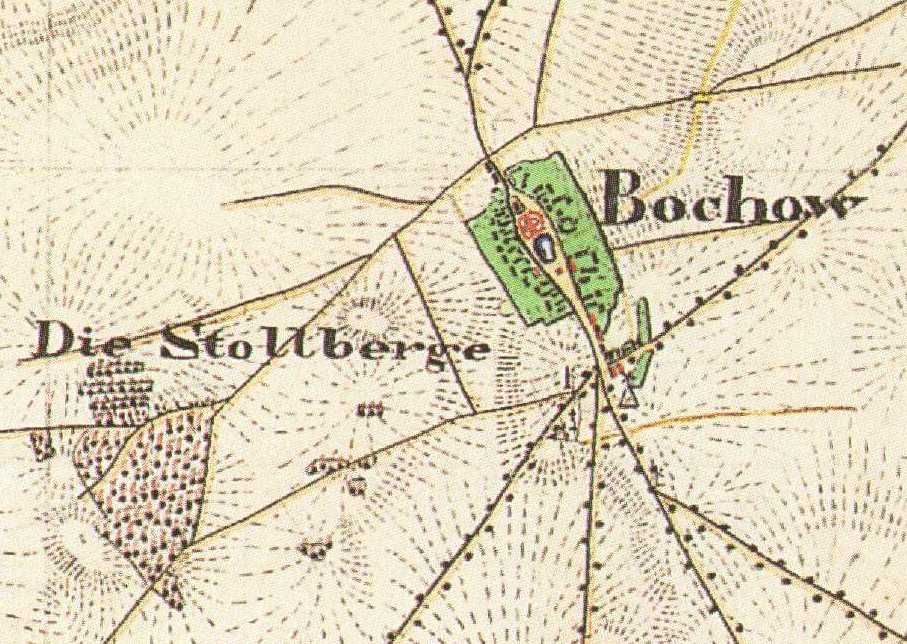
Bochow auf dem Urmesstischblatt 3642 Lehnin von 1839

Nach dem Landbuch Karls IV. hatte Bochow 55 Hufen, davon hatte der Pfarrer zwei freie Hufen. Jede abgabenpflichtige Hufe musste jährlich fünf Scheffel Roggen, drei Scheffel Gerste und zwei Scheffel Hafer als Pacht bezahlen sowie einen Schilling als Bodenzins. Die jährliche Bede betrug 38 Pfennige. Es lebten neun Kossäten im Dorf, von denen jeder sechs Pfennige und ein Huhn abgeben musste. 1450 waren 24 Hufen unbebaut. Der Pfarrer hatte drei Pfarrhufen. 1538 werden nur noch 40 Hufen genannt, im Dorf war ein Schmied ansässig. Bei der Kirchenvisitation von 1541 wurden bei 60 Kommunikanten gezählt. 1580 brannte ein großer Bauernhof, der sechs Hufen bewirtschaftete ab. 1602/5 lebten sechs Bauern, drei Kossäten und drei Häusler in Bochow. Der Schulze hatte zwei Lehn- und vier Erbhufen, drei Bauern bewirtschafteten jeweils sechs Hufen und sieben Bauern jeweils vier Hufen. 1624 lebten elf Bauern, drei Kossäten, ein Hirte und ein Hirtenknecht, ein Schmied und ein Paar Hausleute im Dorf. Der Dreißigjährige Krieg traf den Ort sehr hart und löschte den Ort fast aus. 1652 lebten noch vier Bauern und zwei Kossäten, insgesamt noch neun Personen im Ort. Die Bemühungen, den Ort wieder zu beleben bzw. die verlassenen Bauerngüter wieder aufzubauen zogen sich bis um 1750 hin. 1662 waren sechs Bauernhöfe und drei Kossätenhöfe wieder in Bewirtschaftung. 1687 wurden von nur 24 Hufen Abgaben geleistet, die anderen, abzüglich von acht freien Hufen lagen immer noch unbewirtschaftet. Es gab aber wieder einen Schmied, einen Hirten und einen Krüger, der auch Bier braute. 1729 wurden zwei Schweizer-Familien in Bochow angesetzt, um zwei Höfe wieder in Bewirtschaftung zu bringen. 1745 war die Zahl der Bauern auf 10 angestiegen, aber ein Hof war immer noch wüst. 1772 wohnten in Bochow: der Prediger, der Freischulze, neun Bauern, fünf Kossäten, ein Müller und ein Schmied. 1775 wurde am südlichen Ausgang des Dorfes in der heutigen Plötzinerstraße eine Holländerwindmühle aus Stein errichtet. 1801 wurden 30 Feuerstellen im Dorf gezählt (Lehnschulze, acht Ganzbauern, zwei Halbbauern, drei Ganzkossäten, drei Büdner, neun Einlieger, eine Schmiede, ein Krug und eine Windmühle. 1832 waren 32 Wohnhäuser, 1858 39 Wohnhäuser und 80 Wirtschaftsgebäude sowie drei öffentliche Gebäude. 1900 zählte der Ort bereits 60 (Wohn-)Häuser, 1939 dann 89 Wohnhäuser mit 107 Haushaltungen. Um 1900 waren die Siedlungen Neu Bochow und Bochow Bruch entstanden. 1946 wurden im Rahmen der Bodenreform 137 ha enteignet und 108 ha auf landlose Bauern und Landarbeiter, Kleinbauern und Kleinpächter verteilt. 1953 entstand eine erste LPG vom Typ I mit 8 Mitgliedern und 37 ha Nutzfläche, seit 1955 in eine LPG Typ III umgewandelt. 1960 hatte die LPG bereits 130 Mitglieder und 746 ha Nutzfläche. Weiter hatte sich eine LPG Typ I mit 6 Mitgliedern und 24 ha Nutzfläche gegründet, die 1961 an die LPG Typ III Karl Marx angeschlossen wurden. Außerdem hatten sich zwei GPGs mit 17 Mitgliedern und 62 ha Nutzfläche gebildet. An die eine GPG wurde die GPG Groß Kreutz angeschlossen. Die GPG „Zierpflanzenproduktion Neu-Bochow“ produzierte Blumenzwiebeln für den Export. Die LPG „Obstproduktion Groß Kreutz“ bewirtschaftete 1982 mit 428 ha Obstplantagen über die Hälfte der Gemarkungsfläche.
Zu DDR-Zeiten wurde im Ort auch ein Kinderferienlager betrieben.
| Jahr | Einwohner |
| ---- | --------- |
| 1772 | 173       |
| 1801 | 202       |
| 1817 | 175       |
| 1837 | 227       |
| 1858 | 280       |
| 1871 | 306       |
| 1885 | 289       |
| 1895 | 307       |
| 1905 | 349       |
| 1925 | 450       |
| 1939 | 537       |
| 1946 | 707       |
| 1964 | 537       |
| 1971 | 568       |
| 1981 | 542       |
| 1991 | 542       |
| 2002 | 596       |

### Politische Geschichte
1275 verkauften brandenburgischen Markgrafen Otto und Albrecht das Dorf Bochow an das Kloster Lehnin. Mit der Säkularisation 1542 kam der Ort an das kurfürstliche und später königliche Domänenamt Lehnin. Mit der Auflösung des Amtes Lehnin wechselte der Ort ins Amt Potsdam, das wiederum 1872 aufgelöst wurde. Im Landbuch von 1375 gehörte er zur historischen Landschaft der Zauche. Mit der Ausbildung der Kreisverfassung kam er zunächst zum Zauchischen Kreis, 1816 zum Zauch-Belzigschen Kreis. Dieser wurde 1952 aufgelöst, Bochow wurde dem Kreis Potsdam-Land zugeordnet. 1992 schloss sich Bochow mit fünf anderen Gemeinden zum Amt Groß Kreutz zusammen. 1993 wurde der Kreis Potsdam-Land mit den Kreisen Brandenburg-Land und Belzig zum Landkreis Potsdam-Mittelmark zusammen. 2003 wurden die Gemeinden Bochow, Deetz, Groß Kreutz, Krielow und Schmergow sowie die Gemeinden Götz, Jeserig und Schenkenberg des Amtes Emster-Havel zur neuen Gemeinde Groß Kreutz/Emster zusammengeschlossen. Der Name der Großgemeinde wurde am 1. Juli 2004 in Groß Kreutz (Havel) geändert.

### Kirchliche Organisation
Bochow war im Mittelalter Mutterkirche und gehörte um 1500 zur Sedes Neustadt Brandenburg. Es kam vor 1573 zur Inspektion, seit 1806 zur Superintendentur Neustadt Brandenburg. 1990 wurde die Pfarrstelle in Bochow aufgelöst und die evangelische Kirchengemeinde wurde in die Evangelische Christophorus-Kirchengemeinde Groß Kreutz eingegliedert.

## Wirtschaft
Die lokale Wirtschaft ist überwiegend im Bereich des Obstanbaus angesiedelt.

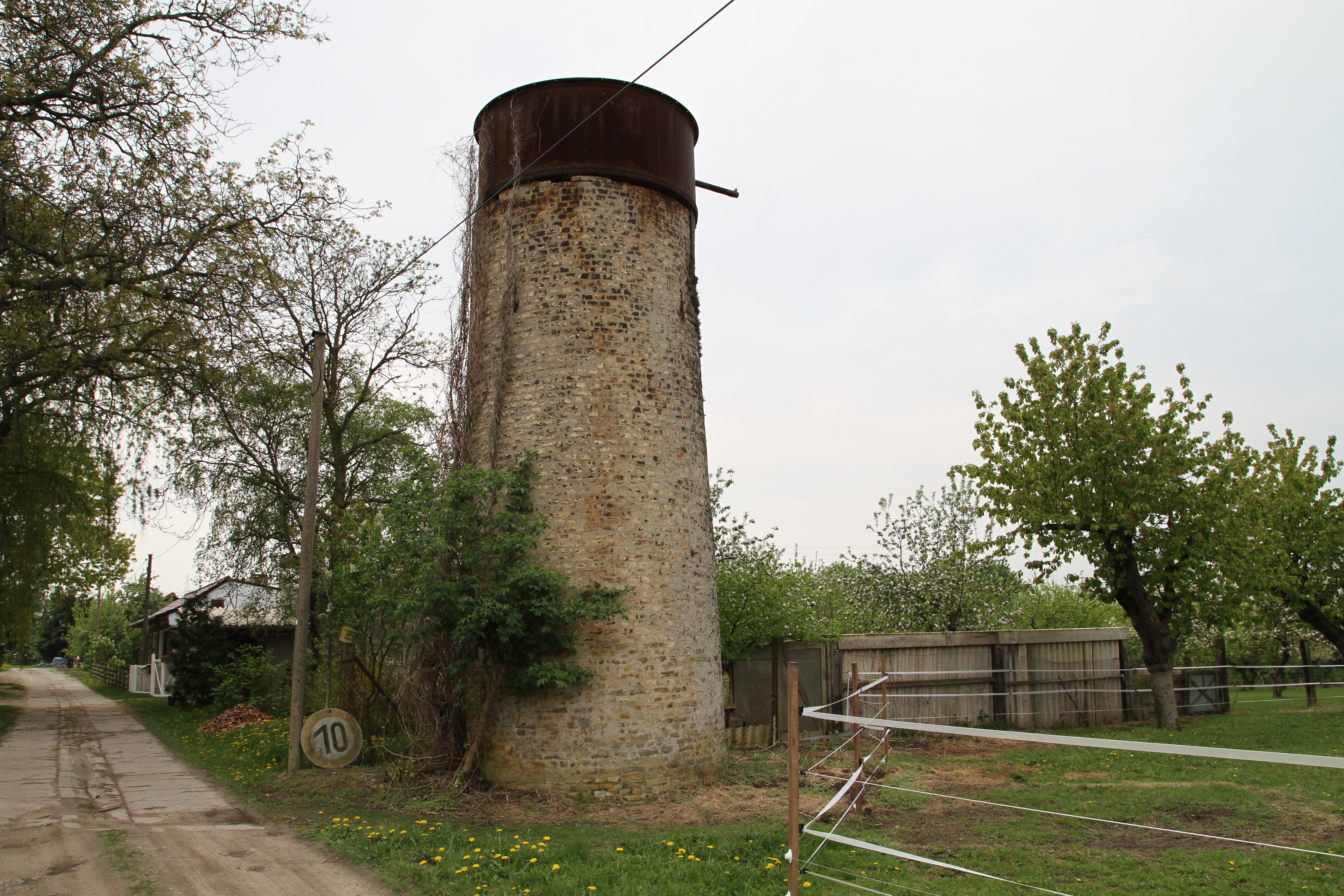
Baudenkmal Wasserturm in Bochower Bruch

## Baudenkmale
Für Bochow verzeichnet die Denkmalliste des Landes Brandenburg, Landkreis Potsdam-Mittelmark (Stand: 30. Dezember 2009) zwei Baudenkmale, aber keine Bodendenkmale.
- Dorfkirche: Die Bochower Kirche ist ein rechteckiger Saalbau im neoromanischen Stil aus Feldstein mit einem eingezogenen Westturm mit seitlichen, kleinen offenen Portalvorhallen und einer Apsis. Einzelne Bauelemente der Kirche wie der Turm, der obere Teil der Apsis und Gliederungselemente des Schiffes sind in Ziegel ausgeführt. Die Innenausstattung der Kirche Altar, Kanzel, Taufte und die Westempore mit Orgel stammen aus der Bauzeit. Die einmanualige Orgel wurde 1863 durch den Orgelbaumeister Gottfried Wilhelm Baer aus Niemegk erbaut und verfügt über neun Register. Die Kirche wurde 1858 bis 1862 an der Stelle eines etwas kleineren baufällig gewordenen Vorgängerbaus errichtet. Den Entwurf fertigte der Bauingenieur Schneider an, der Entwurf wurde von Friedrich August Stüler überarbeitet.
- Bochower Bruch: Wasserturm. Der ca. 10 m hohe, sich nach oben konisch verjüngende Wasserturm aus gelblich-rötlichen Ziegeln wurde um 1924/5 erbaut. Er diente ursprünglich zur Bewässerung einer Obstbaumplantage.

Auf einer Landzunge, die in das Bochower Bruch vorspringt wurde eine Siedlung der Schnurkeramik lokalisiert. Aus diesem Bereich stammen auch mehrere Felsgesteinäxte ohne genaue Fundortangabe. Auf diesem Fundplatz wurde auch eine bronzezeitliche und eine latènezeitliche Siedlung angetroffen. In unmittelbarer Nähe befindet sich auch der Bestattungsplatz der latènezeitlichen Siedlung, der als Besonderheit für Brandenburg einige Körperbestattungen enthielt. Auch im Südzipfel der Gemarkung wurde ein Gräberfeld aus der Latènezeit gefunden, dessen zugehörige Siedlung auf der benachbarten Göhlsdorfer Gemarkung liegt. Einige kaiserzeitliche Gräber wurde südwestlich des Ortskerns gefunden. Am Rande des Bochower Bruchs wurde eine spätslawische Siedlung des 11./12. Jahrhunderts nachgewiesen. Als das heutige Bochow angelegt wurde, wurde diese Siedlung aufgegeben. Südwestlich von Bochow lag die Dorfstelle des wohl noch im 13. Jahrhundert wüstgefallenen Dorfes Oberzlaw, das 1275 zusammen mit Bochow dem Kloster Lehnin verkauft worden war. Nördlich von Bochow lag das in derselben Urkunde genannte Klein Kreutz oder Wendisch-Kreutz, dessen kleine Gemarkung in der Gemarkung von Bochow aufging.

### Wappen
Das Wappen der Gemeinde Bochow wurde vom Heraldiker Frank Diemar gestaltet.